# Monpardiac
Monpardiac település Franciaországban, Gers megyében. Lakosainak száma 38 fő (2022. január 1.). Monpardiac Tillac, Aux-Aussat és Troncens községekkel határos.

## Népesség
A település népességének változása:
| Lakosok száma | 60   | 43   | 39   | 37   | 46   | 45   | 45   | 45   | 44   | 38   |
|               | 1968 | 1982 | 1990 | 2006 | 2013 | 2015 | 2017 | 2019 | 2020 | 2022 |